# Rubaiyat Hossain
Rubaiyat Hossain, (bengali : রুবাইয়াত হোসেন), née en 1981, est une cinéaste bangladaise.

## Biographie
Elle est née le 24 janvier 1981 à Dacca. Inspirée par les travaux de Satyajit Ray et Ritwik Ghatak, elle choisit d'effectuer des études  de  réalisation cinématographique à la New York Film Academy dont elle sort en 2002. Elle complète cette formation par un B. A. en women's studies au Smith College,et un M. A. en indologie à l'université de Pennsylvanie, aux États-Unis.
Elle poursuit des études de cinéma à l'université de New York.
Elle fait ses débuts en tant que  cinéaste en 2011 avec Meherjaan, un film sur une femme bengali ayant une histoire d'amour avec un soldat pakistanais au cours de la guerre de libération du Bangladesh en 1971. Le film soulève une controverse au Bangladesh et est retiré des salles de cinéma par ses distributeurs, une semaine seulement après sa sortie. Elle peut cependant participer à plusieurs festivals de cinéma et se voit attribuer plusieurs récompenses.
Son film, Les Lauriers-roses rouges, diffusé en 2015 (2017 en France) raconte l'histoire d'une femme, actrice au théâtre, qui joue le rôle de Nandini dans l’œuvre éponyme de  Rabindranath Tagore, et veut vivre ses désirs. Il est projeté dans plusieurs festivals de films à travers le monde et reçoit plusieurs prix.
En 2019, elle sort le film Made in Bangladesh qui relate le quotidien et les luttes des ouvrières bangladaises du textile.
Elle a travaillé également, pour des organisations non gouvernementales sur les droits des femmes au Bangladesh, comme Ain O Salish Kendra et Naripokkho. Elle a participé à la coordination du premier atelier international sur la sexualité et les droits, organisé par l'École de santé publique de la BRAC University en 2007.

## Filmographie
| Année | Film                                           | Festivals |
| ----- | ---------------------------------------------- | --- |
| 2011  | Meherjaan                                      | - Festival international du film de Calcutta - Festival international de films de Fribourg - Festival du film de Bogota - Osian's Cinefan, Festival du cinéma asiatique et arabe - Festival de Fort-Lauderdale - Festival Cinematográfico Internacional del Uruguay - Tiburon Film Festival : Orson Welles Award - Jaipur International Film Festival : Best Critic Award - California Film Awards : prix du meilleur film étranger |
| 2015  | Under Construction (Les Lauriers-roses rouges) | - Festival international du film de Seattle - New Directors - Festival des films du monde de Montréal - Festival international du film de São Paulo - Festival du film de Bogota - Festival international du film du Kerala - Festival international des cinémas d'Asie de Vesoul : Prix Émile Guimet - Women Make Waves - Film d'ouverture - Locarno Festival - Festival du film d'Asie du Sud (FFAST) : Prix du jury 2016         |
| 2019  | Made in Bangladesh                             | - Festival international du film de Tromsø : prix pour la paix - Festival international du film de Toronto - Festival international du film de Stockholm - Festival international du film d'Amiens : prix CMCAS, prix spécial du jury fiction et prix du public |